# Králík
Králíci jsou malí savci z čeledi zajícovitých, patřící do řádu zajícovců. Rodovým názvem „králík“ jsou označováni zástupci celkem sedmi rodů, v Česku se tento název obvykle vztahuje ke králíku divokému nebo jeho domestikované formě králíka domácího. Králíci mohou být chováni na maso a pro kožešinu, nenáročnost chovu umožňuje, aby byl králík chován jako domácí mazlíček.

## Přehled rodů
K rodu králík jsou obvykle řazeni zástupci těchto rodů zajícovitých:
- Pentalagus (1 druh, Japonsko)
  - králík japonský (Pentalagus furnessi) – králík amami
- Bunolagus (1 druh, jižní Afrika)
  - králík říční (Bunolagus monticularis) – ohrožený druh, přežívá posledních asi 200 jedinců
- Nesolagus (2 druhy, jihovýchodní Asie)
  - králík krátkouchý (Nesolagus netscheri) – žije na Sumatře, je kriticky ohrožený kácením lesů
  - králík Timminsův (Nesolagus timminsi) – objeven v nedávné době na hranici Laosu a Vietnamu
- Romerolagus (1 druh, Mexiko)
  - králík lávový (Romerolagus diazi)
- Brachylagus (1 druh, Severní Amerika)
  - králík západoamerický (Brachylagus idahoensis)
- Sylvilagus (16 druhů, Severní, Střední a Jižní Amerika)
  - králík lesní (Sylvilagus brasiliensis)
  - králík pouštní (Sylvilagus audubonii)
  - králík vodní (Sylvilagus aquaticus)
  - králík východoamerický (Sylvilagus floridanus)
- Oryctolagus (1 druh, původní v jihovýchodní Evropě)
  - králík divoký (Oryctolagus cuniculus)
    - králík domácí (Oryctolagus cuniculus f. domesticus) je domestikovanou formou tohoto druhu
- Poelagus (1 druh, Afrika)
  - králík středoafrický (Poelagus marjorita)

## Biologie

### Morfologie
Králičí rychlost a obratnost jsou hlavními prostředky pro obranu proti predátorům. Králíci mají velké zadní nohy s velmi dobře vyvinutými svaly. Díky stavbě jejich zadních končetin se drží při běhu na prstech, což jim umožňuje lepší obratnost. Při obraně využívají své silné drápky společně s výraznými zuby. Na předních nohou mají čtyři prsty a paspárek (vlčí dráp). Zadní nohy mají také čtyři prsty, ale nemají paspárek.
Většina divokých králíků má relativně vejcovitý tvar těla. Jejich nevýrazné zbarvení srsti umožňuje lépe se skrýt před predátory. Králičí ocas je zbarven černobíle. Oči jsou na lebce tak, že dokážou obsáhnout pohled skoro celých 360 stupňů. Jediné slepé místo je malá oblast před nimi, kterou zakrývá nos.

### Uši
Výrazným prvkem na králičím těle jsou velké uši. Jednotlivé druhy králíků se však liší. Větší uši umožňují jedincům slyšet predátory na velmi velkou vzdálenost. Tato výhoda ovšem králíky stojí velké množství tělesného tepla, které je obzvláště ve studeném podnebí velmi důležité. Díky postupné evoluci, je možné pozorovat u jednotlivých druhů různý vývoj. Druhy králíků žijící v teplejším podnebí mají uši delší, což jim umožňuje lépe detekovat predátora. Zároveň jim delší uši umožňují lepší termoregulaci. Kratší uši naopak druhům z chladnějšího podnebí umožňují lépe držet tělesnou teplotu za cenu horšího sluchu. U vyšlechtěných plemen je situace velmi odlišná. Délka uší se u jednotlivých plemen velmi liší. Uši zakrslých králíků měří 1–3 cm. Naopak u vyšlechtěných plemen, jako je anglický beran, může rozpětí uší dosahovat až 60 cm. Velká plemena pak mají uši i přes 20 cm dlouhé.

### Nemoci
Velké množství králíků obzvláště v domácích chovech hyne kvůli nemocem. Ty často nepostihují pouze jedince, ale postupně se rozšiřují do celého chovu. Těmito nemoci jsou například kokcidióza (onemocnění jater, nejčastější), encefalitozoonóza (infekční onemocnění, postihuje především domácí králíky), myxomatóza (virové onemocnění, léčba se neprovádí, v posledních letech na ústupu), enterokolitida králíků, nový typ viru moru králíků – RHDV2 a králičí mor. Poslední jmenovaný je největším problémem. Během několika dní dokáže postihnout a vyhubit celý chov. Léčba proti králičímu moru neexistuje. Proti moru se u větších chovů používá vakcinace.

## Králičí smysly

### Sluch
Sluch je pro králíky žijící v přírodě velmi důležitý, hrozící nebezpečí zaznamenají nejčastěji právě sluchem. Díky jejich protaženým uším, které mohou navíc každé jinak otáčet, mohou slyšet zvuky v prostoru odpovídajícím 360 °. Zakrslí králíci mají sluch také velmi dobře vyvinutý a některé zvuky si mohou pamatovat, například zvuk hlasu majitele nebo zvuk sypání krmení. Králíci berani slyší hůře, protože mají uši sklopené k hlavě.[zdroj?]

### Zrak
Zrak má stejně důležitou roli jako sluch a je také velmi dobrý. Králičí oči jsou nahoře po stranách hlavy a jsou vypouklé. Díky tomuto postavení očí králík vidí kolem dokola. Vidí i nad sebe a za sebe. Nevidí ale díky jejich poloze přímo před sebe. Oči jsou bystré a dokáží zaznamenat i sebemenší pohyb. Králík vidí barevně.[zdroj?]

### Čich
V čenichu králíka se nachází asi 100 milionů čichových buněk. Nozdry jsou pohyblivé, králík díky tomu větří, kontroluje přísun vzduchu a nasává veškeré okolní pachy. Čich králíci využívají zejména při značkování teritoria a při komunikaci mezi členy skupiny.[zdroj?]

### Hmat
Hmat mají podobný jako u koček. Hmatové vousky králíci používají při orientaci ve tmě. Zjistí, kudy se protáhnou, nebo jestli mají před sebou nějaké překážky.

### Chuť
Chuť mají králíci dobře vyvinutou. Dokáží rozlišit čtyři typy chutí: sladkou, kyselou, hořkou a slanou.[zdroj?]

## Život králíka
Králíci jsou sociální tvorové a rádi tráví čas s jinými králíky nebo se svými majiteli. Mají velmi rychlý metabolismus a potřebují pravidelný přísun kvalitního jídla a vody. Králíci jsou aktivní v noci i ve dne a milují hrát si a prozkoumávat své okolí. Mohou se naučit různým trikům a jsou vynikajícími společníky.
Také pravidelný přísun kvalitního jídla a čisté vody. Měli by být krmeni kvalitním senem, čerstvou zeleninou a ovocem, stejně jako kvalitním králičím krmivem.

## Péče o králíka
Králíci jsou relativně snadno opečovávaní. Je důležité pravidelně čistit jejich klec nebo výběh a udržovat jejich okolí čisté. Také je důležité pravidelně kontrolovat jejich srst, zuby a uši, aby se předešlo jakýmkoli problémům.
Králíci potřebují také pravidelný přísun kvalitního jídla a čisté vody. Měli by být krmeni kvalitním senem, čerstvou zeleninou a ovocem, stejně jako kvalitním králičím krmivem.
Je také důležité zajistit, aby měli králíci dostatek pohybu a sociálního kontaktu. Pokud máte pouze jednoho králíka, měli byste s ním trávit co nejvíce času a hrát si s ním. Pokud máte více králíků, měli byste zajistit, aby měli dostatečně velký prostor, kde se mohou pohybovat a hrát si spolu.
Králíci také potřebují pravidelné návštěvy veterináře, aby byli kontrolováni a očkováni proti nemocem. Pokud máte nějaké obavy ohledně zdraví vašeho králíka, měli byste okamžitě kontaktovat svého veterináře. Králíci jsou velmi citliví na horko a mohou rychle dehydratovat. Proto je důležité zajistit, aby měli stále k dispozici čerstvou vodu a aby nebyli vystaveni přímému slunci nebo teplu.